# Aberracja optyczna
Aberracja optyczna – wada pojedynczej soczewki, układu optycznego, a także zwierciadła niepłaskiego, polegająca na deformacji uzyskanego obrazu, a w szczególności zniekształceniu, pogorszeniu ostrości lub niepożądanych zmianach chromatycznych. Aberrację zmniejsza się stosując zamiast pojedynczej soczewki zespół soczewek wykonanych z różnych gatunków szkła (np. szkło crown, szkło flintowe).
Wadami zaliczanymi do aberracji są:
- aberracje niechromatyczne, tzw. aberracje Seidla:

1. aberracja sferyczna
2. koma
3. astygmatyzm
4. krzywizna pola
5. dystorsja

- aberracja chromatyczna, która może być:

1. wzdłużna (osiowa)
2. poprzeczna (lateralna)

Wadami niezaliczanymi do aberracji są, między innymi:
- flara
- winietowanie.